# Boost (C++)
Boost è una raccolta di librerie open source che estendono le funzionalità del C++. Molte di esse sono licenziate sotto la Boost Software License in modo da poter essere utilizzate sia in progetti open source che closed source. Alcuni dei fondatori di Boost fanno parte del comitato standard C++ (ISO/IEC 14882) e diverse librerie Boost sono state accettate per l'incorporazione sia in C++ Technical Report 1, sia in C++0x.
Per assicurare efficienza e flessibilità, Boost fa un estensivo utilizzo della programmazione basata su template, e quindi sulla programmazione generica e metaprogrammazione.

## Funzionalità
Le librerie sono destinate ad una vasta gamma di utenti C++ e campi di applicazione. Presenta infatti librerie per la gestione del file system, regex, algebra lineare, multithreading, immagini, e così via, contando circa 80 librerie individuali.